# Сајковић
Сајковић је село на путу Ливно — Босанско Грахово. Припада граду Ливну и смештено је у подножју Троглава, у Ливањском пољу.

## Историја
Име Сајковић није првобитан назив насеља. Један документ из 1400. године забележио је ово насеље под именом Санковиће. Овај најранији облик назива насеља сусрећемо у историјским изворима почетком 17. вијека. У подножју Троглава се налази мноштво планинских ливада чије траве мештани од давнина користе као изванредну сточну храну. Сено са ових пространих планинских пашњака сељани су доносили на саоницама које служе готово искључиво за те потребе, а зову их санке. По тим санкама, говорио је овдашњи професор Марко Пајчин: “Наше се село назвало Санковић, како често и сада кажу старији становници села”. Доцније је формиран назив Сајковић.
Сајковићу као делови насеља припадају Лужани и Ведро поље. Куће села Лужани смештене су у једној омањој ували, која је обрасла високим дрвећем храста лужњака. Од имена храста лужњака и шумице луга, изведено је и име насеља Лужани. Изнад Лужана, на једном овећем планинском пропланку, сместило се тридесетак кућа села Ведро поље. Овај планински пропланак, због његове величине, зову поље. Уз то, он много подсећа на “ведро”, дрвени суд за воду, и отуд Ведро поље, а по њему и име насеља.
Село се са краћим прекидом веже у Казанце. Насеље једним делом прати пут Грахово — Ливно и пут Сајковић — Пролог, а други дио је смештен у самом подножју Троглав планине. Кад се погледа Троглав са Постопоља или од Губинског бунара, испод Губина, овај дивовски масив умногоме подсећа на Дурмитор, гледан са Црног језера.
Сајковић је у послије Првог светског рата имао школу, амбуланту и моторни млин (Банића). Послије Другог светског рата остала је само школа, да би и она престала радити, а деца су ишла у централну осмогодишњу школу код провског понора.
У Сајковићу се на неколико места налазе стећци, без писаног текста и орнамента. Других археолошких ископина није нађено, једино што би требало испитати локалитет Црквине, близу Ињчевих и Бобушића кућа.
Приликом колонизације 1945. године, 9 фамилија из овог места одселило се у Војводину.
У акцији „Зима“, српско становништво привремено је нестало са читавог подручја Ливањског поља. Први повратници појавили су се у другој половини 1998. Међутим, вративши се у спаљена и опустошена села, суочили су се са основним егзистенцијалним проблемима.
Село је и данас без асфалтног пута и водовода.

## Топоними
Топоними Сајковића и околине су: Агин греб, Агиница, Бешика, Бобушић, Бојановка, Брезе, Бркуша, Буџак, Булин греб, Буљевац, Бунарић, Црквина, Чатрња, Дајиница, Диздаруше, Дјела, Доњи бунар, Дражица, Ђурићева њива, Фирдусов долац, Главица, Главичине, Град, Густе, Хладњевача, Иветића бунар, Јоша, Јошин Бријег, Кисачке Диздаруше, Кленићи, Кљаштине, Козице, Кратељ, Крч, Криводо, Крстача, Кулашице, Ластве, Лице пољаница, Лице, Локвине, Локвуша, Лушић, Љут, Мезов, Мраморје, Мудеризовке, Ограчић, Омеровац, Пјесковити бријег, Подградина, Пољци, Попрекуша, Разбој, Рудуша, Савин брјег, Скакала, Студенац, Студењачке њиве, Шиматова главица, Шобатовац, Таван, Улица, Ведро поље, Видин Брежик, Вучија јама, Зборовита главица, Вајкића бријег, Мезево, Бунарине, Бабин град, Дочине, Барово брдо.

## Породице
У селу су живеле српске породице:
- Барош — доселили су се из Котлуше код Врлике. Славе Светог Николу;
- Бикић — доселили су се из Далмације;
- Бобушић — старо презиме им је било Ловрен, а доселили су се из Нуглашице. Славе Ђурђевдан;
- Боговац — доселили су се из Далмације;
- Бодрожић — доселили су се из Кољана код Врлике. Славе Светог Стефана;
- Вјештица — пореклом су из Лике (Зрмања). Славе Светог Ђурђа;
- Давидовић — доселили су се из Далмације;
- Денић — доселили су се из Кољана код Врлике. Славе Светог Николу;
- Загорац — доселили су се из Отишића код Врлике. Старо презиме им је Обућина. Славе Светог Николу;
- Ињац — су најразгранатији род у Ливањском пољу, а пореклом су из Црне Горе одакле су дошли у Герзово под презименом Даничић. Због убиства неког Турчина побегли су у Гламочко поље и променили презиме у Ињац. У Доњем Ливањском пољу ова многобројна фамилија се дели и расељава у друга села. Славе Светог Василија;
- Иветић — доселили су се из Цивљана код Врлике. Славе Светог Стефана;
- Јолић — старо презиме им је било Загорац, а променили су га у Јолић око 1880. године по имену претка Јоле. Доселили су се из Отишића код Врлике. Славе Светог Николу;
- Козомора — доселили су се из Богдаша. Славе Светог Јована;
- Маријан — доселили су се из Котлуше у Далмацији. Славе Светог Јована;
- Михаило — старо презиме Стоисављевић, а потом Кукавица. Доселили су се из Отишића код Врлике. Познати су по надимку Крчмари. Приликом расељавања део ове фамилије је променио презиме у Михајловић. Славе Светог Арханђела Михаила;
- Михаљица — пореклом су из Црне Горе где су се презивали Миљанић. Одатле су дошли у Лику, а у Сајковић су се доселили из Косора код Врлике. Славе Светог Николу;
- Нинковић — пореклом су из Херцеговине одакле су дошли у Далмацију, а потом у Сајковић. Славе Светог Јована;
- Пајчин — ова фамилија је огранак Ињаца. Славе Светог Василија;
- Петровић — доселили су се из Отишића код Врлике, Далмација. Они су Црногорци. Славе Светог Ђорђа.
- Росић — из Отишића код Врлике доселили су се у Сајковића, а одатле у Челебић. Славе Св. Јована;
- Савић — доселили су се из Горјака код Врлике. Славе Светог Стефана;
- Шормаз — пореклом су из Косова код Книна. Славе Светог Николу;
- Шуњка — према породичном предању дошли су из Црне Горе у околину Задра и тамо су променили презиме, из Обад(овић) у Шуњка. Из задарског краја преселили су се у околину Врлике, а одатле у Ливањско поље. Њихови преци су славили Светог Јована, а касније, после страдања током зиме када су ишли у набавку пића за славу, променили су славу и славе Светог Илију.